# Пайн-Гілл (Алабама)
Пайн-Гілл (англ. Pine Hill) — місто (англ. town) в США, в окрузі Вілкокс штату Алабама. Населення — 758 осіб (2020).

## Географія
Пайн-Гілл розташований за координатами 31°59′9″ пн. ш. 87°35′15″ зх. д. / 31.98583° пн. ш. 87.58750° зх. д. (31.985884, -87.587516).  За даними Бюро перепису населення США в 2010 році місто мало площу 9,89 км², уся площа — суходіл.

## Демографія
Згідно з переписом 2010 року, у місті мешкало 975 осіб у 380 домогосподарствах у складі 277 родин. Густота населення становила 99 осіб/км².  Було 426 помешкань (43/км²).
Расовий склад населення:
| - 53,2 % — чорних або афроамериканців - 45,8 % — білих - 0,4 % — корінних американців - 0,1 % — азіатів |

До двох чи більше рас належало 0,3 %. Частка іспаномовних становила 0,7 % від усіх жителів.
За віковим діапазоном населення розподілялося таким чином: 27,2 % — особи молодші 18 років, 58,2 % — особи у віці 18—64 років, 14,6 % — особи у віці 65 років та старші. Медіана віку мешканця становила 37,5 року. На 100 осіб жіночої статі у місті припадало 82,9 чоловіків;  на 100 жінок у віці від 18 років та старших — 80,2 чоловіків також старших 18 років.
Середній дохід на одне домашнє господарство  становив 44 609 доларів США (медіана — 30 682), а середній дохід на одну сім'ю — 51 745 доларів (медіана — 31 932). Медіана доходів становила 51 250 доларів для чоловіків та 41 875 доларів для жінок. За межею бідності перебувало 48,5 % осіб, у тому числі 62,2 % дітей у віці до 18 років та 19,9 % осіб у віці 65 років та старших.
Цивільне працевлаштоване населення становило 237 осіб. Основні галузі зайнятості: виробництво — 24,9 %, роздрібна торгівля — 21,9 %, освіта, охорона здоров'я та соціальна допомога — 13,9 %, фінанси, страхування та нерухомість — 9,3 %.